# Silnice II/232
Silnice II/232 je silnice II. třídy, která vede z Rokycan do Brodeslav. Je dlouhá 27,6 km. Prochází jedním krajem a dvěma okresy.

## Vedení silnice

### Plzeňský kraj, okres Rokycany
- Rokycany (křiž. II/605)
- Osek (křiž. III/2321, III/2322, III/2323, III/2325)
- Březina (křiž. III/2328)
- Bezděkov (křiž. III/2329)
- Břasy (křiž. II/233, III/23212, III/2316, peáž s II/233)
- Újezd u Svatého Kříže (křiž. III/23214)
- Němčovice (křiž. III/23215)
- Lhotka u Radnic (křiž. III/23216, III/23217)
- Liblín (křiž. III/23218, III/23219)

### Plzeňský kraj, okres Plzeň-sever
- Kozojedy (křiž. II/231, III/23220)
- Brodeslavy (křiž. II/201)